# Leptocoma
Genre
Le genre Leptocoma regroupe six espèces d'oiseaux appartenant à la famille des Nectariniidae. On le trouve dans le sud de l'Asie tropicale jusqu'en Papouasie-Nouvelle-Guinée. Ses membres sont parfois inclus dans le genre Nectarinia
Les Souïmangas sont un groupe de très petits passereaux qui se nourrissent essentiellement de nectar, mais ils se nourrissent aussi d'insectes, en particulier lorsqu'ils doivent nourrir des jeunes. Le vol rapide et direct se fait avec des ailes courtes. La plupart des espèces peuvent boire le nectar en volant sur place comme les oiseaux-mouches, mais généralement il se perche pour se nourrir.

## Liste d'espèces
Selon la classification de référence du Congrès ornithologique international (version 2.5, 2010) :
- Leptocoma zeylonica – Souimanga à croupion pourpre
- Leptocoma minima – Souimanga menu
- Leptocoma sperata – Souimanga de Hasselt
- Leptocoma brasiliana – Souimanga à gorge améthyste
- Leptocoma aspasia – Souimanga satiné
- Leptocoma calcostetha – Souimanga de Macklot